# Miroľa
Miroľa es un municipio del distrito de Svidník en la región de Prešov, Eslovaquia, con una población estimada a final del año 2024 de 50 habitantes.
Se encuentra ubicado en el centro-norte de la región, cerca del río Ondava (cuenca hidrográfica del río Tisza) y de la frontera con  Polonia.

## Demografía
| Año        | 1994 | 2004     | 2014     | 2024     |
| ---------- | ---- | -------- | -------- | -------- |
| Población  | 89   | 73       | 63       | 50       |
| Diferencia |      | −17,97 % | −13,69 % | −20,63 % |

| Año        | 2023 | 2024 |
| ---------- | ---- | ---- |
| Población  | 50   | 50   |
| Diferencia |      | +0 % |